# 進通
進通（しんつう）は、隋末唐初に王摩沙が自立して建てた私年号。623年。

## 西暦・干支との対照表
| 進通 | 元年  |
| 西暦 | 623年 |
| 干支 | 癸未  |